# آندریا گوئرا (بازیکن فوتبال)
آندریا گوئرا (انگلیسی: Andrea Guerra؛ زادهٔ ۴ سپتامبر ۱۹۷۲) بازیکن فوتبال اهل ایتالیا است.
از باشگاه‌هایی که در آن بازی کرده‌است می‌توان به باشگاه فوتبال هلاس ورونا، باشگاه فوتبال کیه‌وو ورونا، باشگاه فوتبال سالرنیتانا، باشگاه فوتبال ونتزیا، باشگاه فوتبال مونتسا، و باشگاه فوتبال پالرمو اشاره کرد.